# لويس أغيلار
لويس أغيلار (بالإنجليزية: Luis Aguilar)‏ (29 يناير 1984 بلونغ بيتش في الولايات المتحدة - ) هو لاعب كرة قدم أمريكي في مركز الدفاع. لعب مع إمباكت مونتريال وCalifornia Victory ‏ وAjax Orlando Prospects ‏ وCalifornia Cougars ‏.

## وصلات خارجية
- لويس أغيلار على موقع قاعدة بيانات كرة القدم.إي يو (الإنجليزية)